# Hestimodema ambigua
Hestimodema ambigua är en spindelart som beskrevs av Simon 1909. Hestimodema ambigua ingår i släktet Hestimodema och familjen taggfotsspindlar.
Artens utbredningsområde är Western Australia. Inga underarter finns listade i Catalogue of Life.